# Derrick B. Jelliffe
Derrick Brian Jelliffe (* 20. Januar 1921 in Chatham; † 18. März 1992 in Los Angeles) war ein englischer Mediziner und Experte in tropischer Pädiatrie und Kinderernährung.

## Leben
Derrick Jelliffe wurde 1921 in Chatham, England, geboren. Er studierte an der University of London. Gemeinsam mit seiner Frau Patrice Jelliffe (1920–2007) lebte und arbeitete er 24 Jahre lang in Entwicklungsländern. Er setzte sich für die öffentliche Gesundheit ein und propagierte die Vorteile des Stillens. Er war Professor für Pädiatrie und Public Health an der University of California, Los Angeles (UCLA). 1972 wurde er an die UCLA School of Public Health berufen, wo er die Abteilung für Population and family health aufbaute. Er war Gründungsdirektor des 1990 eingeführten internationalen Gesundheitsprogramms der UCLA und etablierte die erste Fakultät für Kindergesundheit und Pädriatrie in Ostafrika, an der Makerere University in Uganda. Er war als Berater der UNICEF, der World Health Organization und der National Academy of Science tätig.
Gemeinsam mit seiner Frau, welche als Dozentin und wissenschaftliche Mitarbeiterin an der UCLA School of Public Health tätig war, veröffentlichte Jelliffe 22 Bücher, die sich an Krankenschwestern und Hebammen richteten. Er verfasste hunderte von Schriften zur Entwicklungsländerproblematik und war Herausgeber des Journal of Tropical Pediatrics.
Jelliffe starb im Alter von 71 Jahren an einem Herzinfarkt.

## Auszeichnungen
- 1968 Nils-Rosén-von-Rosenstein-Medaille der Swedish Pediatric Society[2]
- 1977 Gopalan Oration Award der Nutrion Society of India[3]
- 1979 Wihuri International Prize der finnischen Organisation Wihuri Foundation for International Prizes.[4]

## Publikationen (Auswahl)
- mit E. F. Patrice Jelliffe: Human milk in the modern world : psychosocial, nutritional, and economic significance. Oxford University Press, New York 1978, ISBN 978-0-192-64919-5.
- mit E. F. Patrice Jelliffe: Nutrition and growth. Plenum Press, New York 1979, ISBN 978-0-306-40128-2.
- mit E. F. Patrice Jelliffe: Adverse effects of foods. Plenum Press, New York 1982, ISBN 978-0-306-40870-0.
- mit Cicely D. Williams, Naomi Baumslag: Mother and child health: delivering the services. Oxford University Press, New York 1994, ISBN 978-0-195-08148-0.